# تشارلز بورتون
تشارلز بورتون (بالإنجليزية: Charles Burton)‏ هو مصارع هاوي أمريكي، ولد في 9 أكتوبر 1973 في أونتاريو في الولايات المتحدة.

## وصلات خارجية
- تشارلز بورتون على موقع قاعدة بيانات المصارعة الدولية (الإنجليزية)
- تشارلز بورتون على موقع اللجنة الأولمبية الدولية (الإنجليزية)
- تشارلز بورتون على موقع أوليمبيديا (الإنجليزية)